# عزلة الاكهوم (عمران)

تعديل مصدري - تعديل

عزلة الاكهوم هي إحدى عزل مديرية جبل عيال يزيد في محافظة عمران اليمنية ويبلغ تعداد سكانها 6982 نسمة حسب التعداد السكاني في اليمن لعام 2004.

## روابط خارجية
- الجهاز المركزي للإحصاء بالجمهورية اليمنية
- المركز الوطني للمعلومات باليمن
- World Gazetteer:Yemen
- الدليل الشامل